# Очеретяний Петро Володимирович
Петро́ Володи́мирович Очере́тяний (8 лютого 1982, Київ, УРСР) — український боксер-професіонал у першій важкій вазі (до 90,7 кг).

## Життєпис
Народився у Києві, де й почав займатися боксом. Навчався у Національному університеті фізичного виховання і спорту. Перший бій на профі-ринзі провів 20 березня 2005 року в столичному Freedom Hall, перемігши одностайним рішенням суддів Олександра Курманова. Найсерйознішим поєдинком у кар'єрі Петра стало протистояння з польським боксером Гжегожем Сошинським, у якому українець поступився згідно з рішенням більшості. Завершив кар'єру 24 серпня 2009 року перемогою над білорусом Дмитром Адамовичем.
2 січня 2019 у Петра Очеретяного, що вигулював собак поблизу житлового комплексу «Французький квартал» у Києві, стався конфлікт з капітаном Управління державної охорони Василем Хмелюком, внаслідок якого Петро Очеретяний завдав своєму опоненту удару, що виявився смертельним. Поліція оголосила боксера у розшук, однак згодом він сам з'явився до органів правопорядку та зізнався у скоєному злочині.
4 січня 2019 суд брав підозрюваному запобіжний захід у вигляді утримання під вартою строком на 60 діб або внесення застави у розмірі 600 тис. грн.

## Професійна кар'єра
| 9 Перемог (6 нокаутом, 4 за рішення суддів), 1 Поразка (0 нокаутом, 1 за рішення суддів) |        |                    |         |                |        |       |     |                 |                           |          |
| Результат                                                                                | Рекорд | Суперник           | П-П-Н   | Останні 6 боїв | Спосіб | Раунд | Час | Дата            | Місце проведення          | Примітки |
| Перемога                                                                                 | 9-1    | Дмитро Адамович    | 15-22-0 |                | UD     |       |     | 24 серпня 2009  | Центральна площа, Узин    |          |
| Перемога                                                                                 | 8-1    | Сергій Пронін      | 0-4-0   |                | UD     | 6 (6) |     | 30 травня 2009  | Палац спорту, Київ        |          |
| Перемога                                                                                 | 7-1    | Сергій Смагора     | Дебют   |                | КО     |       |     | 23 серпня 2008  | Центральна площа, Узин    |          |
| Перемога                                                                                 | 6-1    | Геннадій Данилюк   | Дебют   |                | КО     | 3 (8) |     | 13 вересня 2007 | Палац спорту, Київ        |          |
| Перемога                                                                                 | 5-1    | Петро Сапун        | 10-18-0 |                | ТКО    |       |     | 26 червня 2007  | Мілленіум, Київ           |          |
| Перемога                                                                                 | 4-1    | Стас Марденко      | Дебют   |                | КО     |       |     | 9 червня 2007   | Палац спорту, Київ        |          |
| Перемога                                                                                 | 3-1    | Олексій Путра      | 3-6-0   |                | КО     |       |     | 21 квітня 2007  | Зал «Борщагівка», Київ    |          |
| Поразка                                                                                  | 2-1    | Гжегож Сошинський  | 2-0-0   |                | MD     |       |     | 3 червня 2006   | Хала Спортова, Остроленка |          |
| Перемога                                                                                 | 2-0    | Артем Гуржий       | 0-1-0   |                | ТКО    | 3 (4) |     | 14 травня 2005  | Freedom Hall, Київ        |          |
| Перемога                                                                                 | 1-0    | Олександр Курманов | 0-1-0   |                | UD     | 4 (4) |     | 20 березня 2005 | Freedom Hall, Київ        |          |

## Родина
- Брат-близнюк — Павло Очеретяний (8 лютого 1982), український боксер-професіонал. цікавим фактом є те, що брати синхронно розпочали та завершили професійну кар'єру, однак Павло провів на два поєдинки менше, ніж Петро[6].